# Сара Кадефорс
Сара Кадефорс (швед. Sara Kadefors, нар. 19 вересня 1965) — шведська письменниця та кінорежисерка.
Народилася в Гетеборзі і виросла в Ландветтері. З 1989 по 1996 рік була ведучою низки популярних радіо- і телевізійних програм. Перший її роман — «Довга субота в місті», опублікований у 2001 році, отримав нагороду. Її другий роман — «Шандор Слаш Іда», опублікований у тому ж році, був удостоєний серпневої премії і став найпопулярнішим шведським романом для молодих людей усіх часів. Кадефорс також написала кілька романів для дорослих, включаючи художній твір «Дорога птахів 32».
Кадефорс написала сценарій «Все, що ти хочеш» для Різдвяного календаря радіо Sveriges на 2011 рік.

## Фільмографія
Нижче перелік вибраних фільмів, зрежисованих Сарою Кадефорс.
- Fröken Sverige (2004), сценарій
- Орка! Орка! (2004), сценарій
- О, лайно!, короткий (2005), сценарій та режисура
- Шандерна коса Іда (2005), сценарій
- Sluta stöna eller dö (2007), сценарій та режисура